# نسيم صيود
نسيم صيود (بالفرنسية: Nassim Sioud)‏، هو لاعب كرة قدم تونسي من مواليد 19 جوان 1998 بمدينة المهدية، يشغل مركز مهاجم ويلعب حالياً في نادي الاتحاد الرياضي ببنقردان التونسي.